# Wiaczesław Żyglicki

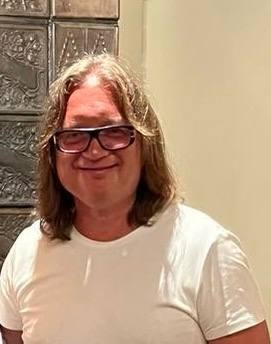
Wiaczesław Żyglicki

Wiaczesław Żyglicki (ur. 6 lutego 1970 w Slobodzii) – mołdawski rzeźbiarz, polskiego pochodzenia, autor pomników i rzeźb parkowych instalowanych w Mołdawii, Ukrainie i Rumunii.
Jego ojciec jest Polakiem, pochodzi z Łodzi, a matka była Ukrainką z Odessy. Mieszka w Kiszyniowie.

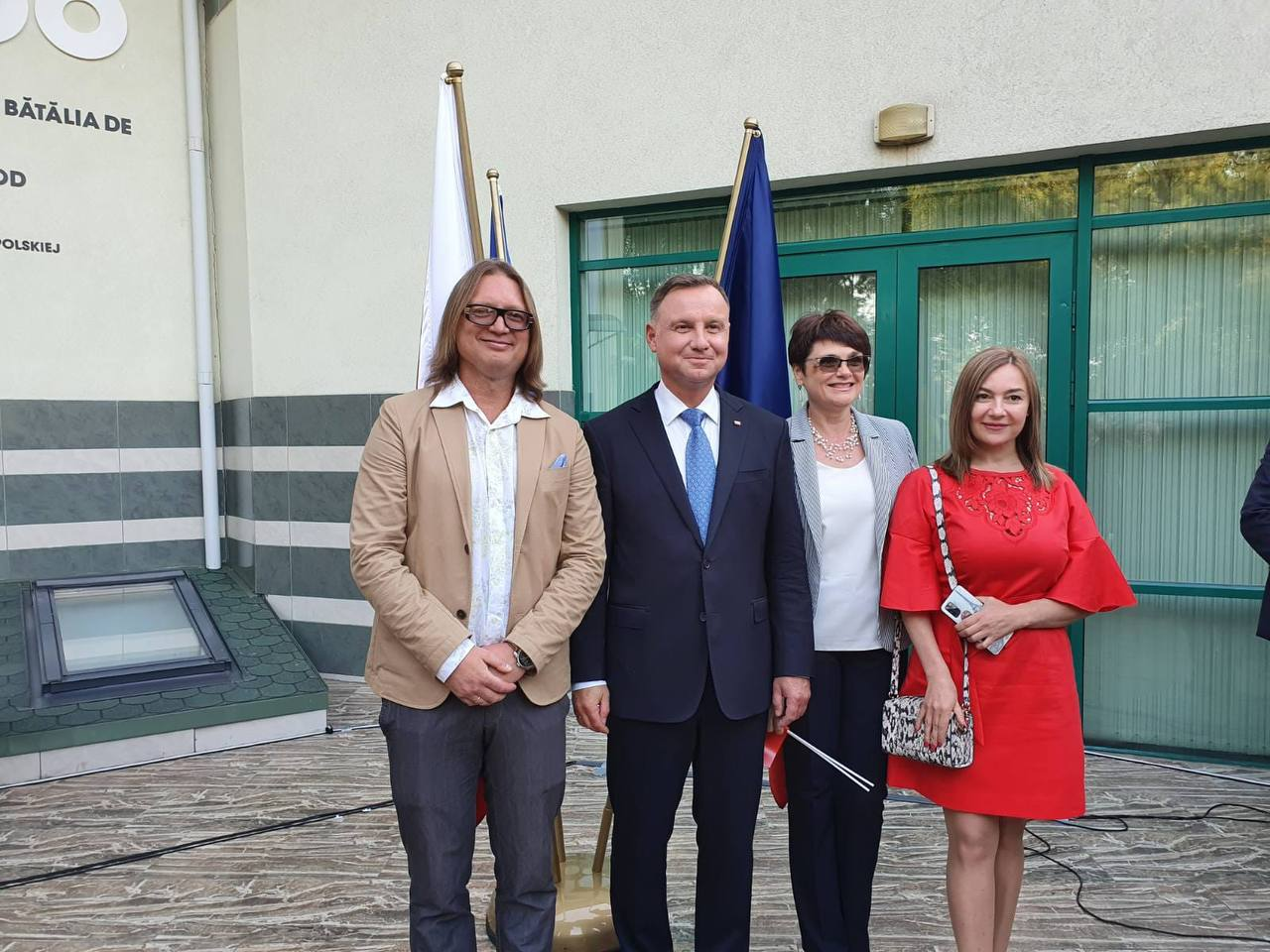
Prezydent RP Andrzej Duda i rzeźbiarz Wiaczesław Żyglicki

Ukończył 53. Liceum Ogólnokształcące w Kiszyniowie oraz szkołę artystyczną im. Szczuszewa. Jest absolwentem Wyższej Szkoły Sztuk Pięknych. A. Plamadeala. W 1995 roku ukończył studia na Wydziale Sztuk Pięknych i Wzornictwa Akademii Muzyki, Teatru i Sztuk Pięknych w Kiszyniowie.
Od 1994 roku jest członkiem Związku Artystów Mołdawii.

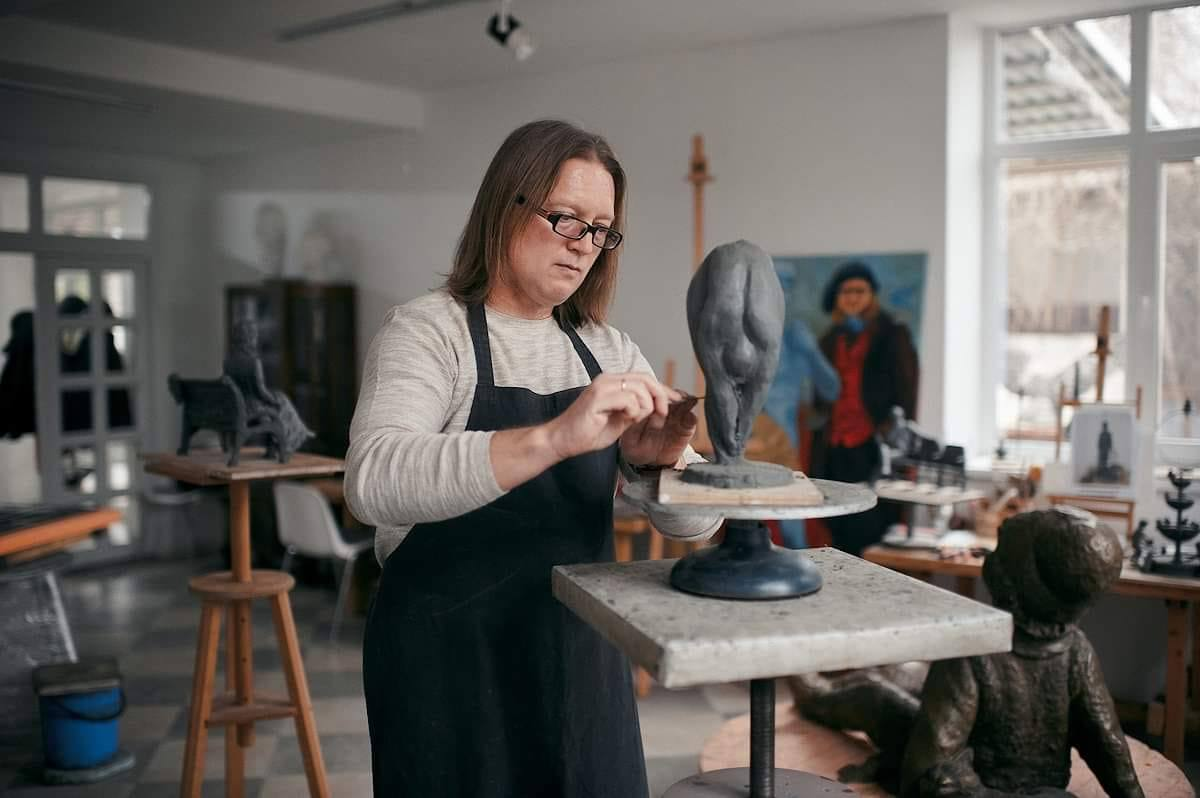
Wiaczesław Żyglicki

Żonaty z rzeźbiarką i artystką Tatianą Żyglicką (Bazarowa).
Wraz z mołdawskim rzeźbiarzem Wiaczesławem Zajcewem stworzył studio kreatywne JZ&B Studio.

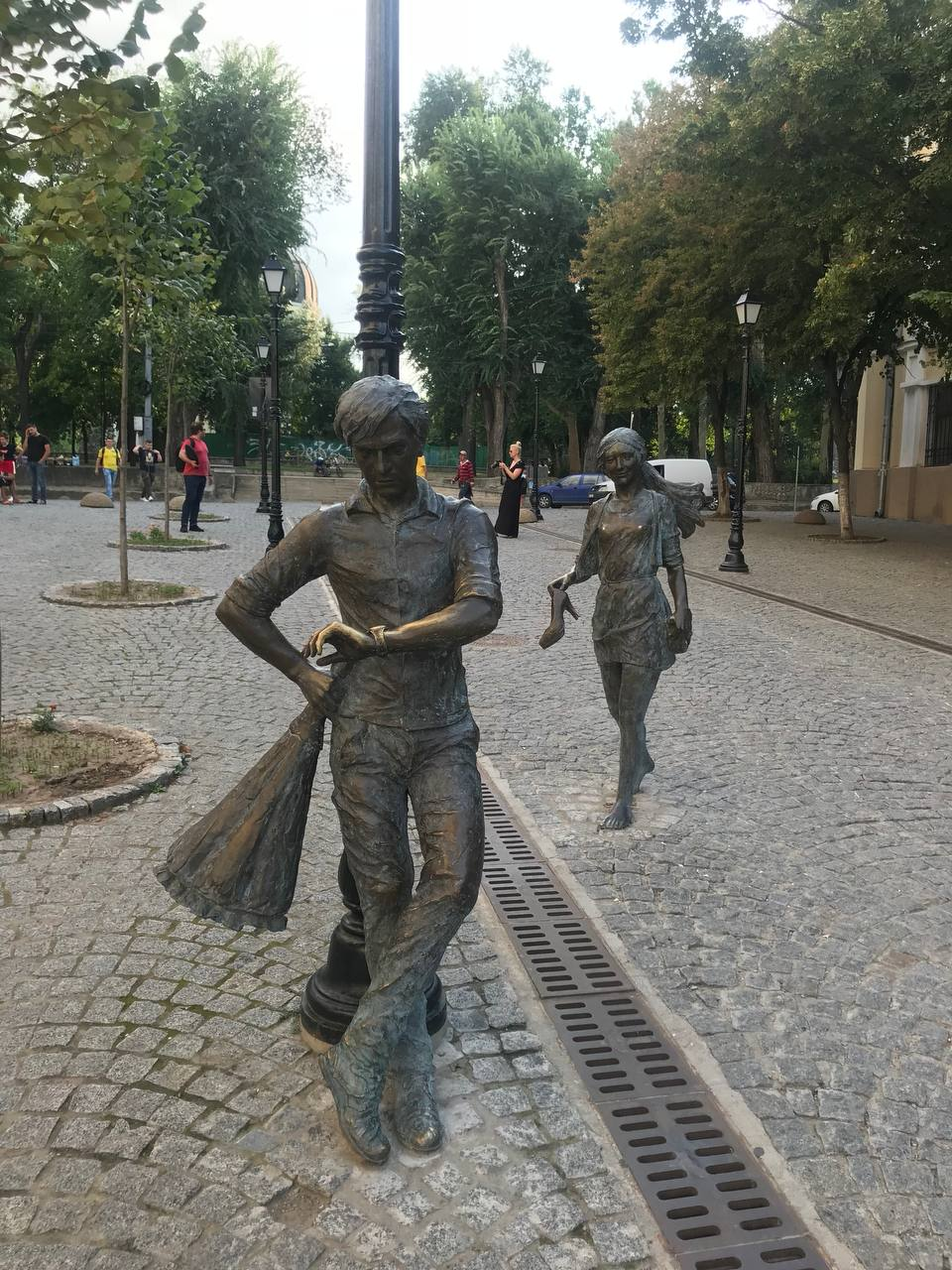
Data „Rzeźby” w Kiszyniowie

## Twórczość
- Rzeźba dziewczyny z fletem na centralnym placu Braszowa w Rumunii, obok Czarnego Kościoła[7] (zainstalowana w 2012)
- Rzeźba na Uniwersytecie Narodowym „Akademia Morska w Odessie” w Odessie (zainstalowana w 2012)[7]
- Pomnik Józefa Piłsudskiego w Kiszyniowie (zainstalowane w 2015)[8][9]
- Pomnik Papieża Jana Pawła II w Kiszyniowie (instalowany w 2016)[10][11]
- Rzeźba „Załoga” na lotnisku w Kiszyniowie (zainstalowana w 2018)[12]
- Rzeźba Jezusa Chrystusa w Arboretum w Kiszyniowie (zainstalowana w 2019)
- Pomnik ofiar getta żydowskiego w u (zainstalowany w 2020)
- Popiersie Konstantina Stere w Rezinie (zainstalowane w 2020)[13]
- Pomnik Adama Mickiewicza w Kiszyniowie (zainstalowany w 2021)[14]
- Ponad dziesięć pomników króla rumuńskiego Ferdynanda I w różnych miastach Mołdawii[15]

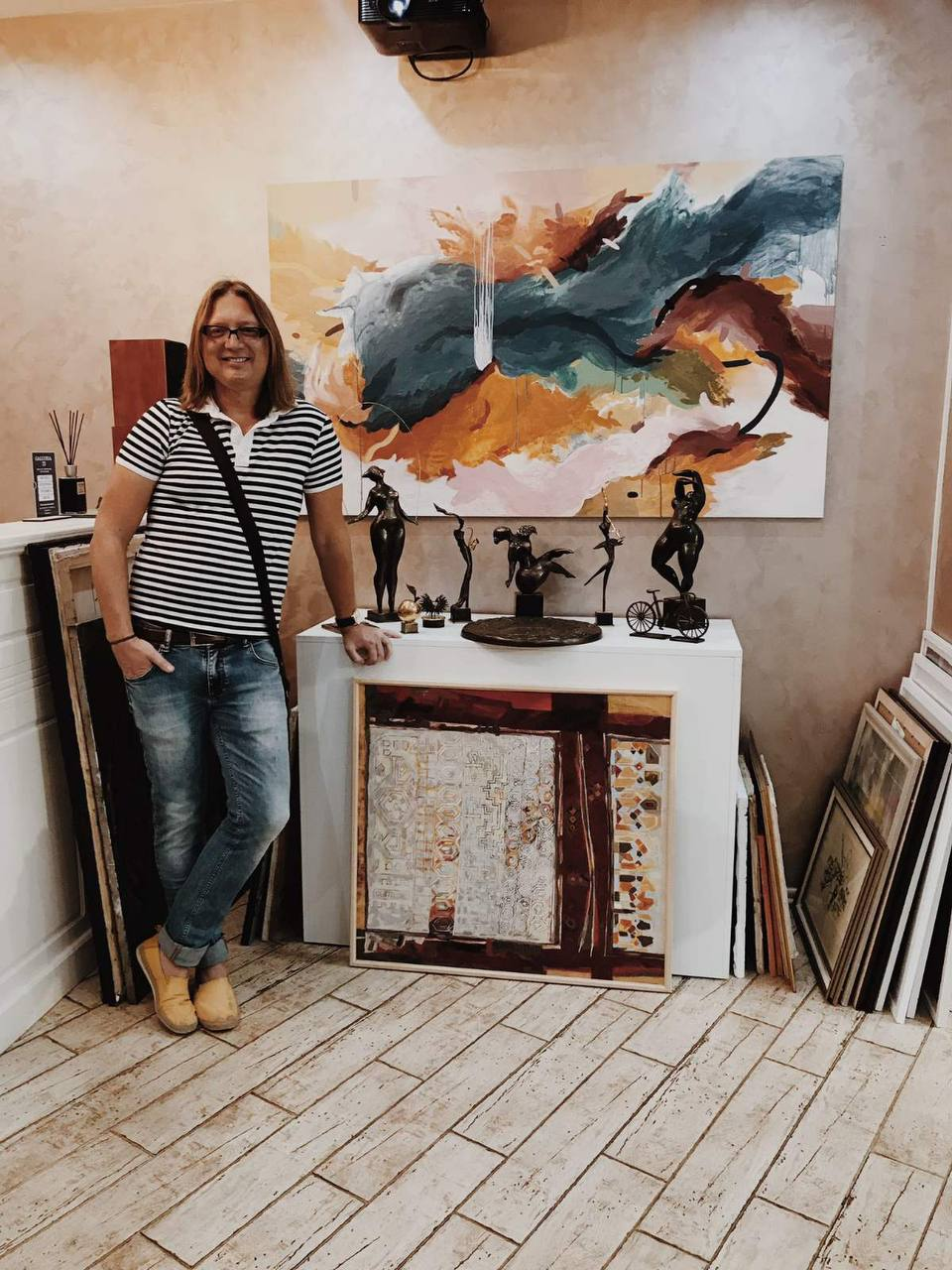
Wiaczesław Żyglicki

## Nagrody
- W 2022 roku został odznaczony Odznaką honorowa „Za Zasługi dla Kultury Polskiej”[3]
- Honorowy obywatel Kiszyniowa (od 2019)[4]
- Laureat Nagrody im. Thomasa Bacha za rozwój sportu w sztuce[4]
- Laureat Nagrody im. Adama Mickiewicza[16]